# Senarmontit
Senarmontit (ehemals Sénarmontit) ist ein eher selten vorkommendes Mineral aus der Mineralklasse der „Oxide und Hydroxide“. Er kristallisiert im kubischen Kristallsystem mit der chemischen Zusammensetzung Sb2O3 und ist damit chemisch gesehen Antimon(III)-oxid.
Senarmontit entwickelt meist gut ausgebildete oktaedrische Kristalle bis etwa drei Zentimeter Größe mit harzähnlichem oder schwach diamantähnlichem Glanz auf den Oberflächen. Seltener finden sich auch dodekaedrische und andere kubische Kombinationen. Daneben tritt er auch in Form von krustigen Überzügen oder körnigen bis massigen Mineral-Aggregaten auf.
In reiner Form ist Senarmontit farblos und durchsichtig. Durch vielfache Lichtbrechung aufgrund von Gitterbaufehlern oder polykristalliner Ausbildung kann er aber auch grauweiß erscheinen und durch Fremdbeimengungen in Form von Metastibnit-Einschlüssen eine orange bis rote Farbe annehmen, wobei die Transparenz entsprechend abnimmt.
Mit einer Mohshärte von 2 bis 2,5 gehört Senarmontit zu den weichen Mineralen, die sich ähnlich wie das Referenzmineral Gips (2) noch mit dem Fingernagel oder wie Calcit (3) mit einer Kupfermünze ritzen lassen.

## Etymologie und Geschichte
Erstmals entdeckt wurde Senarmontit in der Antimon-Grube „Djebel Hammimat“ nahe Aïn-el-Bebbouch in der algerischen Provinz Constantine und beschrieben 1851 durch Henri Hureau de Senarmont (1808–1862). Er gab dem Mineral jedoch keinen Namen, sondern bezeichnete es nur als „l'antimoine oxydé octaédrique“ (Oktaedrisches Antimonoxid). Im gleichen Jahr gaben Benjamin Silliman, Benjamin Silliman junior und James Dwight Dana eine Zusammenfassung der neu entdeckten Minerale (Mineralogical Notices) im „American Journal of Science and Arts“ heraus, in der Dana vorschlug das Mineral nach seinem Erstbeschreiber Senarmontit zu benennen.
Obwohl Dana die Schreibweise des Mineralnamens korrekt entsprechend der des Namensgebers ansetzte, wurde der Name in vielen Quellen mit Sénarmontit(e) angegeben. Die korrekte Schreibweise des Mineralnamens ohne Akut über dem e wurde im 2015 veröffentlichten Newsletter 28 der IMA Commission on New Minerals, Nomenclature and Classification (CNMNC) noch einmal bestätigt.

## Klassifikation
Bereits in der mittlerweile veralteten, aber noch gebräuchlichen 8. Auflage der Mineralsystematik nach Strunz gehörte der Senarmontit zur Mineralklasse der „Oxide und Hydroxide“ und dort zur Abteilung der „M2O3- und verwandte Verbindungen“, wo er zusammen mit Arsenolith, Bismit, Russellit und Sillénit die „Arsenolith-Bismit-Gruppe“ mit der System-Nr. IV/C.02 bildete.
Im Lapis-Mineralienverzeichnis nach Stefan Weiß, das sich aus Rücksicht auf private Sammler und institutionelle Sammlungen noch nach dieser alten Form der Systematik von Karl Hugo Strunz richtet, erhielt das Mineral die System- und Mineral-Nr. IV/C.02-20. In der „Lapis-Systematik“ entspricht dies der Abteilung „Oxide mit dem Stoffmengenverhältnis Metall : Sauerstoff = 2 : 3 (M2O3 und verwandte Verbindungen)“, wo Senarmontit zusammen mit Arsenolith, Bismit, Chrombismit, Dukeit, Sillénit und Sphaerobismoit eine eigenständige, aber unbenannte Gruppe bildet (Stand 2018).
Die seit 2001 gültige und von der IMA bis 2009 aktualisierte 9. Auflage der Strunz’schen Mineralsystematik ordnet den Senarmontit ebenfalls in die Klasse der „Oxide und Hydroxide“, dort allerdings zunächst in die erweiterte Abteilung der „Oxide mit dem Stoffmengenverhältnis Metall : Sauerstoff = 2 : 3, 3 : 5 und vergleichbare“ ein. Diese ist weiter unterteilt nach der relativen Größe der beteiligten Kationen, so dass das Mineral entsprechend seiner Zusammensetzung in der Unterabteilung „Mit mittelgroßen Kationen“ zu finden ist, wo es nur noch zusammen mit Arsenolith die „Arsenolithgruppe“ mit der System-Nr. 4.CB.50 bildet.
Auch die Systematik der Minerale nach Dana ordnet den Senarmontit in die Klasse der „Oxide und Hydroxide“ und dort in die Abteilung der „Oxidminerale“ ein. Hier ist er ebenfalls zusammen mit Arsenolith in der unbenannten Gruppe 04.03.09 innerhalb der Unterabteilung der „Einfachen Oxide mit einer Kationenladung von 3+ (A2O3)“ zu finden.

## Chemismus
Die idealisierte (theoretische) Zusammensetzung von Senarmontit (Sb2O3) besteht aus Antimon (Sb) und Sauerstoff (O) im Stoffmengenverhältnis 2 : 3. Dies entspricht einem Massenanteil (Gewichts-%) von 83,54 % Sb und 16,46 % O.

## Kristallstruktur
Senarmontit kristallisiert isotyp mit Arsenolith im kubischen Kristallsystem in der Raumgruppe Fd3m (Raumgruppen-Nr. 227) mit dem Gitterparameter a = 11,15 Å sowie 16 Formeleinheiten pro Elementarzelle.
Die Kristallstruktur ähnelt der von Fluorit, wobei allerdings nur 3/4 der Kationenplätze besetzt sind.

## Eigenschaften
Vor dem Lötrohr zeigt Senarmontit typische Antimon-Reaktionen (hellblaue Flammenfärbung, schwarzer Beschlag im Glühröhrchen) und sublimiert vollständig. Er ist löslich in Salzsäure.
Als kubisch kristallisierendes Mineral ist Senarmontit im Normalfall optisch isotrop mit einem Brechungsindex von n = 2,087. Es sind aber starke anomale Doppelbrechungen möglich.

## Modifikationen und Varietäten
Die Verbindung Sb2O3 ist dimorph und kommt neben dem kubisch kristallisierenden Senarmontit noch als orthorhombisch kristallisierender Valentinit vor.

## Bildung und Fundorte

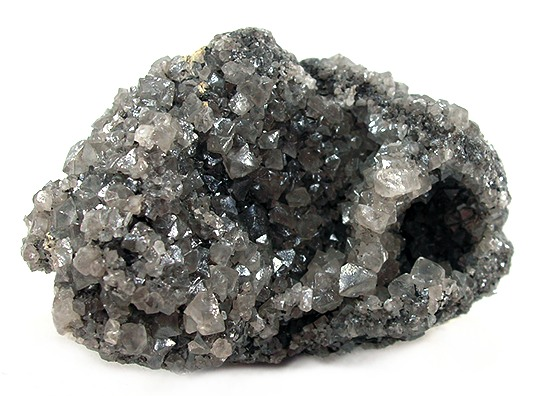
Grauer Senarmontit aus der Typlokalität Djebel Haminate Mine, Algerien
(Größe: 4,8 cm × 3,4 cm × 2,2 cm)

Senarmontit bildet sich sekundär durch Oxidation aus Antimon oder verschiedenen Antimonmineralen wie beispielsweise Stibnit in hydrothermalen Antimon-Lagerstätten. Als Begleitminerale können unter anderem noch Cetineit, Kermesit, Mopungit, Schwefel, Stibiconit und Valentinit auftreten.
Als eher seltene Mineralbildung kann Senarmontit an verschiedenen Fundorten zum Teil zwar reichlich vorhanden sein, insgesamt ist er aber wenig verbreitet. Insgesamt gelten bisher (Stand 2014) rund 160 Fundorte als bekannt. Neben seiner Typlokalität, der Grube „Djebel Hammimat“ bei Aïn-el-Bebbouch, trat das Mineral in Algerien noch in der nahegelegenen Antimongrube „Djebel Senza“ zutage. „Djebel Hammimat“ ist zudem bekannt für ihre außergewöhnlich reichhaltigen Stufen und Kristalle mit bis zu drei Zentimetern Größe.
In Deutschland fand man Senarmontit bisher im Steinbruch Artenberg bei Steinach (Ortenaukreis), bei St. Ulrich im Schwarzwald (Goldengründle, Gründenwald) und in einer Antimongrube bei Sulzburg in Baden-Württemberg; in der Grube „Silberne Rose“ bei Brandholz-Goldkronach in Bayern; in der Caspari-Zeche bei Uentrop und der Grube Wilder Mann bei Müsen in Nordrhein-Westfalen; in der Grube „Carolina“ am Moschellandsberg und der Grube „Apollo“ bei Raubach in Rheinland-Pfalz; in der „Graf Jost-Christian-Zeche“ bei Wolfsberg (Sangerhausen) in Sachsen-Anhalt; im Schacht „Vater Abraham“ bei Lauta (Marienberg), im Freiberger Grubenrevier und im Steinbruch Reimersgrün bei Limbach (Vogtland) in Sachsen sowie im Steinbruch Kuhberg bei Neumühle/Elster in Thüringen.
In Österreich konnte das Mineral unter anderem am Guggenbichl (Guginock) bei Siflitz (Gemeinde Kleblach-Lind), in der Antimonlagerstätte und den Schlackenhalden bei Leßnig/Möllbrücke (Gemeinde Lurnfeld) sowie im Steinbruch Svata bei Terpetzen im Trixental in Kärnten gefunden werden.
Der bisher einzige bekannte Fundort in der Schweiz ist die Grube „La Monda“ bei Aranno im Kanton Tessin.
Weitere Fundorte liegen unter anderem in Australien, Chile, China, Finnland, Frankreich, Griechenland, Grönland, Italien, Japan, Kambodscha, Kanada, Kirgisistan, Luxemburg, Malaysia, Mexiko, Neukaledonien, Neuseeland, Norwegen, Portugal, Rumänien, Russland, Schweden, Serbien, der Slowakei, Spanien, Südafrika, Tadschikistan, Tschechien, Ungarn, im Vereinigten Königreich (UK) und den Vereinigten Staaten von Amerika (USA).